# 陳楠 (嘉靖丙戌進士)
陳楠（？年—？年），字彦材，浙江绍兴府上虞县人，民籍。明朝政治人物。

## 生平
正德八年（1513年）癸酉科浙江鄉試舉人，嘉靖五年（1526年）丙戌科三甲七十七名進士，授长沙府推官，历大理寺正，讞狱多所平反。寻出知宝庆，三年政行惠洽。迁按察司副使、备兵苏松，二十三年正月考察以不謹閑住。